# Din Sula
Din Sula (ur. 2 marca 1998 w Brukseli) – albańsko-belgijski piłkarz występujący na pozycji napastnika. Od 2023 roku zawodnik Odry Opole.

## Życiorys

### Kariera klubowa
Junior KV Woluwe-Zaventem i Koninklijke Diegem Sport, a od 2011 – Oud-Heverlee Leuven. W 2015 roku został włączony do pierwszej drużyny Leuven. Jego pierwszym oficjalnym meczem seniorskim był udział w barażu o Eerste klasse z Lierse SK (17 maja), zakończony bezbramkowym remisem. W sezonie 2015/2016 rozegrał jeden mecz w Eerste klasse: przegrane 1:3 spotkanie z KRC Genk 21 listopada. W tamtym sezonie spadł z klubem z ligi. W sezonie 2016/2017 rozegrał 11 spotkań w Eerste klasse B. Pod koniec sierpnia 2017 roku został wypożyczony do końca sezonu do Lommel SK. W tym klubie zdobył 16 bramek w 29 meczach Eerste klasse amateurs. W lipcu 2018 roku przeszedł do Waasland-Beveren. W pierwszym sezonie gry w tym klubie uczestniczył w jednym spotkaniu Eerste klasse A, a w sezonie 2019/2020 rozegrał 18 meczów ligowych, zdobywając w nich dwie bramki. W sezonie 2020/2021 grał sześć razy w lidze. Po zakończeniu sezonu podpisał kontrakt z Royalem Excelsiorem Virton. W rundzie jesiennej sezonu 2021/2022 rozegrał czternaście spotkań w Eerste klasse B. Następnie był wypożyczany do Patro Eisden Maasmechelen i Royal Knokke FC. W barwach drugiego z tych klubów zdobył 22 gole w 27 meczach w sezonie 2022/2023. W sierpniu 2023 roku podpisał roczny kontrakt z Odrą Opole. Po raz pierwszy w I lidze trafił do bramki w meczu z Wisłą Kraków 18 sierpnia, kiedy to strzelił dwa gole.

### Kariera reprezentacyjna
16 września 2015 roku wystąpił w towarzyskim meczu reprezentacji Belgii U-17, przegranym z Luksemburgiem 0:2. W latach 2016–2017 rozegrał pięć spotkań w reprezentacji Belgii U-19, uczestnicząc między innymi w dwóch meczach eliminacyjnych do mistrzostw Europy: ze Szwecją (2:1) i Włochami (1:1). W 2019 roku trzykrotnie grał w reprezentacji Albanii U-21, w tym dwa razy w meczach eliminacyjnych do mistrzostw Europy: z Andorą (2:2) i Anglią (0:3).

## Statystyki ligowe
| Sezon         | Klub                                  | Liga                   | Mecze | Gole |
| ------------- | ------------------------------------- | ---------------------- | ----- | ---- |
| 2015/2016     | Oud-Heverlee Leuven                   | Eerste klasse          | 1     | 0    |
| 2016/2017     | Oud-Heverlee Leuven                   | Eerste klasse B        | 11    | 1    |
| 2017/2018     | Lommel SK                             | Eerste klasse amateurs | 29    | 16   |
| 2018/2019     | KV Red Star Waasland – SK Beveren     | Eerste klasse A        | 1     | 0    |
| 2019/2020     | KV Red Star Waasland – SK Beveren     | Eerste klasse A        | 18    | 2    |
| 2020/2021     | KV Red Star Waasland – SK Beveren     | Eerste klasse A        | 6     | 1    |
| 2021/2022 (j) | Royal Excelsior Virton                | Eerste klasse B        | 14    | 2    |
| 2021/2022 (w) | Koninklijke Patro Eisden Maasmechelen | Eerste klasse amateurs | 8     | 1    |
| 2022/2023     | Royal Knokke FC                       | Eerste klasse amateurs | 27    | 22   |
| 2023/2024     | Odra Opole                            | I liga                 | 21    | 5    |